# Оукланд (окръг, Мичиган)
Окръг Оукланд (на английски: Oakland County) е окръг в щата Мичиган, Съединени американски щати. Площта му е 2352 km², а населението - 1 194 156 души (2000). Административен център е град Понтиак.